# Issenheim
Issenheim (en alsacià Ìsene) és un municipi francès, situat a la regió del Gran Est, al departament de l'Alt Rin. L'any 2006 tenia 3.415 habitants.

## Demografia
| 1962  | 1968  | 1975  | 1982  | 1990  | 1999  |
| ----- | ----- | ----- | ----- | ----- | ----- |
| 1.780 | 1.945 | 2.237 | 2.852 | 2.836 | 3.296 |

## Administració
| Període   | Identitat       | Partit |
| --------- | --------------- | ------ |
| 2001-2005 | Albert Reinbold |        |
| 2005-     | Marc Jung       |        |